# Xerox

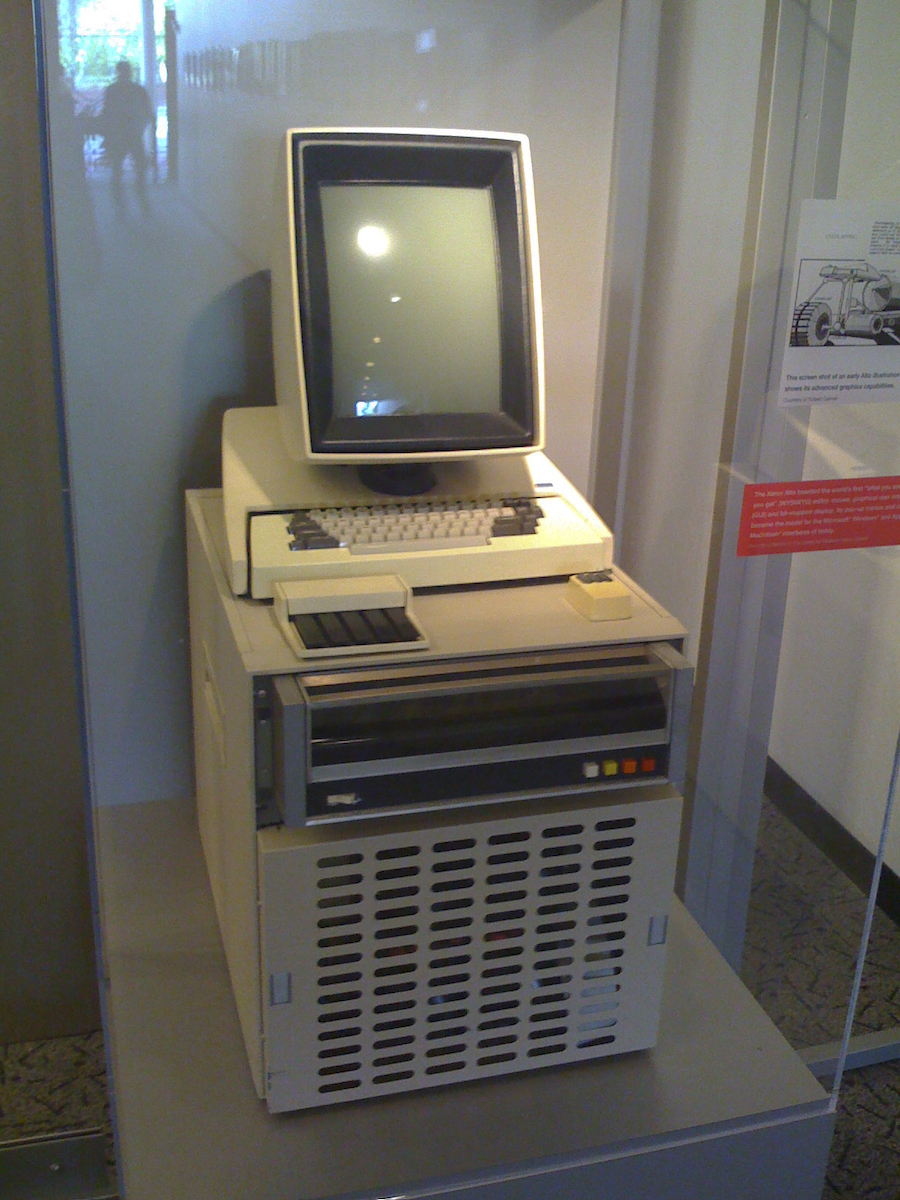
Station Xerox Alto, 1re interface graphique (1973)

Xerox est une entreprise américaine, basée dans le Connecticut, principalement reconnue comme étant l’inventeur du photocopieur xérographique (sur papier ordinaire) et le premier fabricant d'imprimantes. Son laboratoire, le PARC (acronyme de Palo Alto Research Center), inventa l'Interface graphique (interface à fenêtres).

## Histoire

### AuXXesiècle

#### Les photocopieurs, puis l'informatique
C’est à la fin des années 1940 qu’une petite manufacture de produits photographiques de Rochester (New York) du nom de Haloid décide d’exploiter l’invention faite 10 ans plus tôt par Chester Carlson, la xérographie. La conception du premier photocopieur, le XeroX Model A, et le succès des modèles suivants amènent la compagnie à changer son nom en 1958 pour Haloid Xerox, puis le 18 avril 1961, devenant simplement Xerox. Le dernier X de Xerox fut ajouté à l’origine pour donner au nom un aspect similaire à celui d’une autre entreprise célèbre de Rochester, Kodak.
L’essor de Xerox provient principalement de son exploitation du brevet de reproduction xérographique, permettant la photocopie de documents sur papier ordinaire. Ce brevet lui donnant une exploitation exclusive du procédé pendant vingt ans, elle s’est d’emblée organisée pour survivre au-delà de cet horizon prévisible.[réf. nécessaire]
Xerox a pour cette raison toujours consacré une large place à la diversification et à l’innovation, bien que ne sachant pas toujours comment rentabiliser ses acquisitions, ni retenir leurs meilleurs éléments, ni commercialiser ses inventions. On peut suspecter que la marge très importante que souhaitait conserver la compagnie a conduit ses produits informatiques pourtant révolutionnaires (Alto, Star) à ne pas s'imposer sur le marché.[réf. nécessaire]
En 1972, au centre de recherche Xerox à Palo Alto - le Xerox PARC - Alan Kay et l'équipe d'Adele Goldberg inventent en effet :
- le langage smalltalk, qui pousse la programmation objet bien au-delà du langage pionnier Simula 67
- le réseau ethernet permettant la communication indifférenciée d'ordinateurs et de périphérique dans un réseau unique
- l’Interface graphique moderne et les icônes qui peuvent être contrôlées par la souris, inventée en 1963 par Douglas Engelbart.

Ces idées seront exploitées dans des machines expérimentales comme l’Alto, plus tard commerciales comme le Star. Mais ces machines révolutionnaires sont à la fois trop chères et trop lentes avec les technologies et les coûts de l’époque (voir loi de Moore).

#### Xerox et Apple
En novembre 1979 a lieu la visite d'une équipe Apple autour de Jobs au PARC. Des trois techniques présentées (qui ne sont pas encore des technologies), Jobs avouera trente ans plus tard en avoir négligé deux, fasciné qu'il était par la seule interface graphique. La possibilité de manipuler visuellement les informations contenues dans un ordinateur est encore très nouvelle à l'époque. Pour Jobs, c'est la révélation, il vient de trouver la pièce manquante : le système d'exploitation doit être masqué pour l'utilisateur, via une interface graphique.
Il retourne au PARC le mois suivant, cette fois-ci accompagné de plusieurs membres de l'équipe de direction, et convainc les responsables du Parc de laisser Apple utiliser la technologie. « il leur a expliqué directement qu'ils avaient une technologie géniale, mais que Apple saurait la rendre suffisamment abordable pour changer le monde », expliqua Steve Wozniak (cofondateur d'Apple). Il n'y aura pourtant pas de partenariat : Apple se contentera d'implémenter ces idées de son côté, puis plus tard de recruter quelques-uns des chercheurs du PARC.
Les idées du PARC essaimèrent alors dans ce qu'on a nommé l'informatique alternative (Apple, GEM, Atari, Amiga..., mais aussi le Modula Computer de Niklaus Wirth) et furent chez Xerox à l'origine de stations de PAO.
Jobs a convaincu les responsables de Xerox, qui ne prenaient pas les recherches du PARC très au sérieux, de laisser Apple développer ce que la direction considérait comme un simple gadget. Un accord est d'ailleurs signé et Xerox investit un million de dollars en actions Apple. En revanche, alors que Xerox se soucie peu de défendre ses droits, Apple sera impitoyable sur tout ce qui ressemble trop à l'interface "Apple".
En 1990 la société Xerox intente un procès à Apple pour violation du Copyright, Xerox affirmant que certains éléments du Macintosh, dont l'interface graphique, auraient été copiés sans accord préalable.
En 1993, Xerox installe son centre de recherche européen dans l'Inovallée, près de Grenoble (le centre de recherche a été revendu en 2017 au coréen Naver).

#### Rank Xerox
Créée en 1956 comme une coentreprise avec la société cinématographique The Rank Organisation, Rank Xerox était le nom de la filiale européenne de Xerox, étendue par la suite à l'Asie et l'Afrique.
Le nom de Rank Xerox n'est plus utilisé depuis 1997, suite du rachat par Xerox des 20 % de parts détenus par Rank dans la coentreprise.

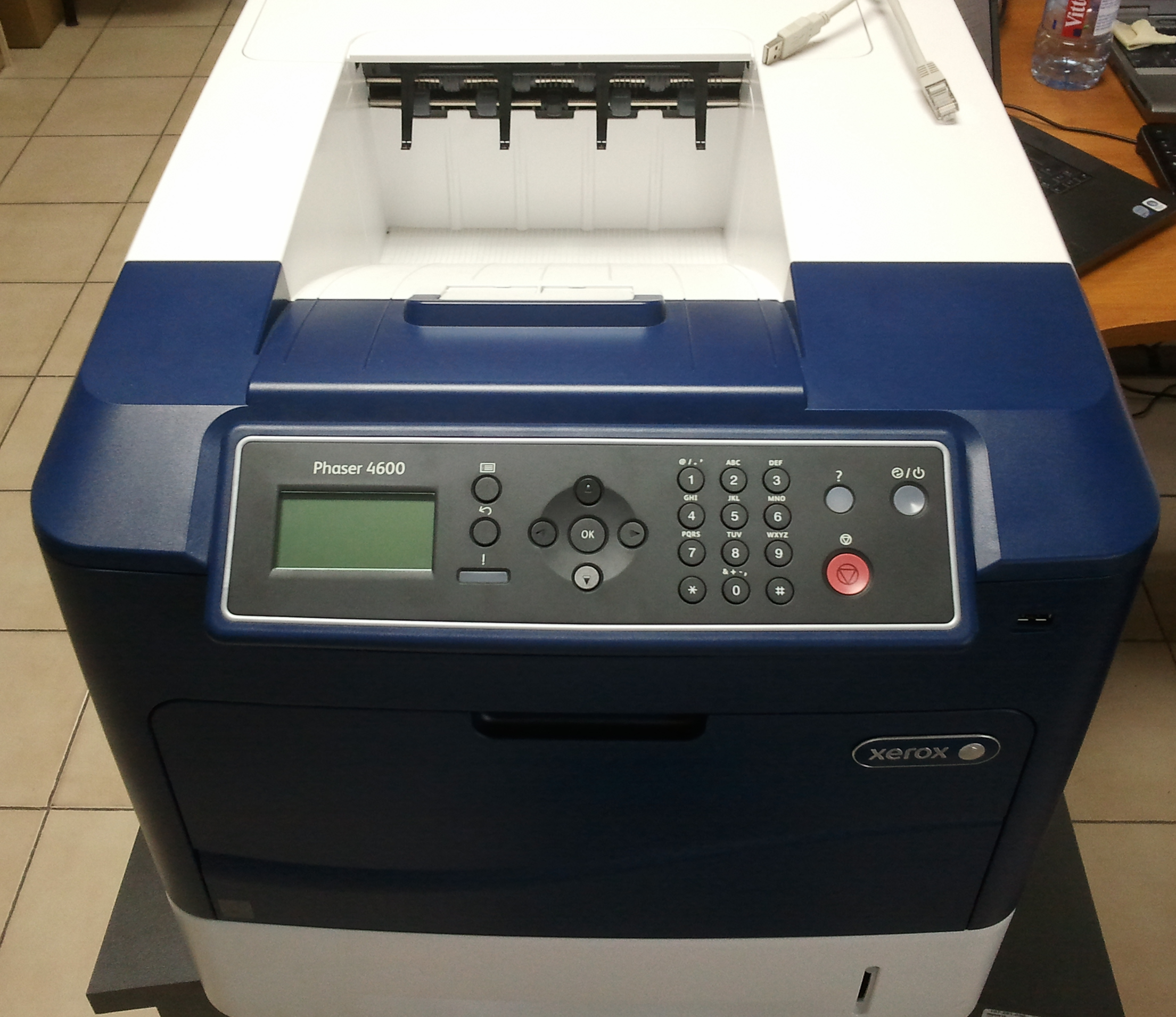
Imprimante A4 noir et blanc Xerox Phaser 4600, 52 pages par minute, sans l'option recto verso.

### Années 2000
Nommée Présidente-directrice générale de Xerox en août 2001, Anne Mulcahy exercera ses fonctions jusqu'en juillet 2009.
En juin 2002, l’entreprise a dû reconnaître avoir manipulé les chiffres de sa comptabilité. La manipulation concernerait 1,9 milliard de dollars, et se serait surtout pratiquée en Amérique latine. La presse compare cet épisode dans la vie de Xerox avec ceux des sociétés Enron, qui a fait faillite après des manipulations comptables entraînant le cabinet d’audit Arthur Andersen, et WorldCom.
En 2009, Xerox annonce l'acquisition pour 5,5 milliards de dollars d'Affiliated Computer Services (ACS), une entreprise américaine spécialisée dans les services informatiques et l'externalisation.

### Années 2010
l’année 2009 est marquée par l’arrivée à la tête de Xerox Ursula Burns, première femme noir PDG d’une entreprise de fortune 500. Dans la continuité de sa prédécesseur, plusieurs acquisitions stratégiques ont été réalisées, renforçant ainsi la position de la firme américaine sur le marché de l’imprimante. on peut compter parmi les acquisitions réalisées: Le rachat de ACS (Affiliated Computer Service). Spécialiste mondial de l’externalisation des processus d’affaires diversifiées (BPO). Cette société a une croissance de 6% avec en vue de nouvelle signature de contrat de 1 milliard de dollars en revenus récurrents annuels . La transaction conclue en février 2010 pour un montant de 6,4 milliards de dollars a permis à Xerox de tripler les revenus issus des services. Passant ainsi de 3,5 milliards de dollars à 10 milliards de dollars. La combinaison des atouts de Xerox en matière de technologie documentaire et de l’expertise d ACS en matière de gestion et d’automatisation des processus de travail  a donné à la nouvelle CEO (Ursula Burns) d’affirmer « l’acquisition d’ACS va changer la donne pour Xerox et nous aider à développer notre activité et bénéficier d’une croissance plus forte du chiffre d’affaires et des bénéfices »
Le 4 juin 2013, Xerox achète une entreprise nommée Impika, de cette fusion naquit « Xerox Impika », l’entreprise est située à Aubagne, elle est la créatrice de deux des imprimantes de Xerox connues sous le nom de la « Trivor 2400 » et de la « Rialto 900 »
En décembre 2014, Atos acquiert pour 1,05 milliard de dollars, soit 840 millions d'euros, une partie de l'activité d'externalisation informatique de Xerox, acquise via l'achat de ACS, cette activité regroupant près de 10 000 employés,.
En janvier 2016, Xerox annonce sa future scission entre deux entités, l'une dédiée aux services, appelée Conduent et l'autre au matériel, qui garde la marque Xerox. Cette scission est effectuée en janvier 2017, Xerox n'a alors plus qu'environ 40 000 employés, contre plus de 90 000 pour Conduent.
Le 30 septembre 2016, Xerox a adressé à ses clients et fournisseurs français un courrier leur demandant de ne pas faire d’affaire avec l’Iran s’ils voulaient garder de bonnes relations avec Xerox.
En janvier 2018, Fujifilm annonce l'acquisition d'une participation de 50,1 % dans Xerox pour un montant de 6,1 milliards de dollars, via leur coentreprise Fuji Xerox que Fujifilm détient à 75 %. Fuji Xerox gardera son nom, en intégrant Xerox. Dans le même temps, Fujifilm annonce la suppression de 10 000 emplois dans Fuji Xerox,.
En mai 2018, Xerox annonce l'annulation de l'opération avec Fujifilm.
En novembre 2019, Xerox annonce la vente de sa participation de 25 % dans sa coentreprise avec Fujifilm à ce dernier, pour 2,3 milliards de dollars. En parallèle, Xerox annonce une offre d'acquisition de 33 milliards de dollars sur HP, une entreprise d'une taille bien plus grande qu'elle-même. Le même mois, HP rejette cette offre d'acquisition.

### Années 2020
Xerox rachète son concurrent Lexmark pour 1,5 milliard de dollars. Cette acquisition doit être effective au deuxième semestre 2025.

### Identité visuelle (logotype)

Logo de Rank Xerox utilisé de 1968 à 1997.
Logo de Xerox utilisé de 1997 à 2008.
Logo de Xerox utilisé de 2008 à 2019.
Disparition du rond rouge dans le logo de Xerox en 2019